# 伯克猪笼草
，又称，为菲律宾民都洛海拔1100米至2000米处特有的热带食虫植物。其得名于英国植物采集者大卫·伯克。其与辛布亚岛猪笼草（N. sibuyanensis）和葫芦猪笼草（N. ventricosa）之间存在着密切的近缘关系。其与葫芦猪笼草较相似，常与之混淆。它们的区别在于，伯克猪笼草的笼口倾斜，捕虫笼质软。

## 种下类群
已有两个伯克猪笼草变种的描述：
- Nepenthes burkei var. excellens Hort.Veitch ex Marshall (1890)
- Nepenthes burkei var. prolifica Mast. (1890)[5]

## 自然杂交种
- N. alata × N. burkei[4]

## 扩展阅读
- WildBorneo：伯克猪笼草 （页面存档备份，存于）
- 食虫植物照片搜寻引擎中伯克猪笼草的照片 （页面存档备份，存于）

 维基共享资源上的相關多媒體資源：伯克猪笼草